# جیم اونیل
ترنس جیمز "جیم" اونیل (زاده ۱۷ مارس ۱۹۵۷) یک اقتصادان بریتانیایی است که نوواژه‌های بریک و مینت را ابداع کرده‌است 